# یوسی اگاوا
یوسی اگاوا (ژاپنی: 江川 湧清؛ زادهٔ ۲۴ اکتبر ۲۰۰۰) یک بازیکن فوتبال اهل ژاپن است.
از باشگاه‌هایی که در آن بازی کرده‌است می‌توان به باشگاه فوتبال و-واران ناگاساکی اشاره کرد.